# Campo Lugar
Campo Lugar är en kommun i Spanien.   Den ligger i provinsen Provincia de Cáceres och regionen Extremadura, i den centrala delen av landet, 220 km sydväst om huvudstaden Madrid. Antalet invånare är 982. Arean är 73 kvadratkilometer. Campo Lugar gränsar till Alcollarín och Abertura. 
Terrängen i Campo Lugar är platt.